# Дом Вольного экономического общества

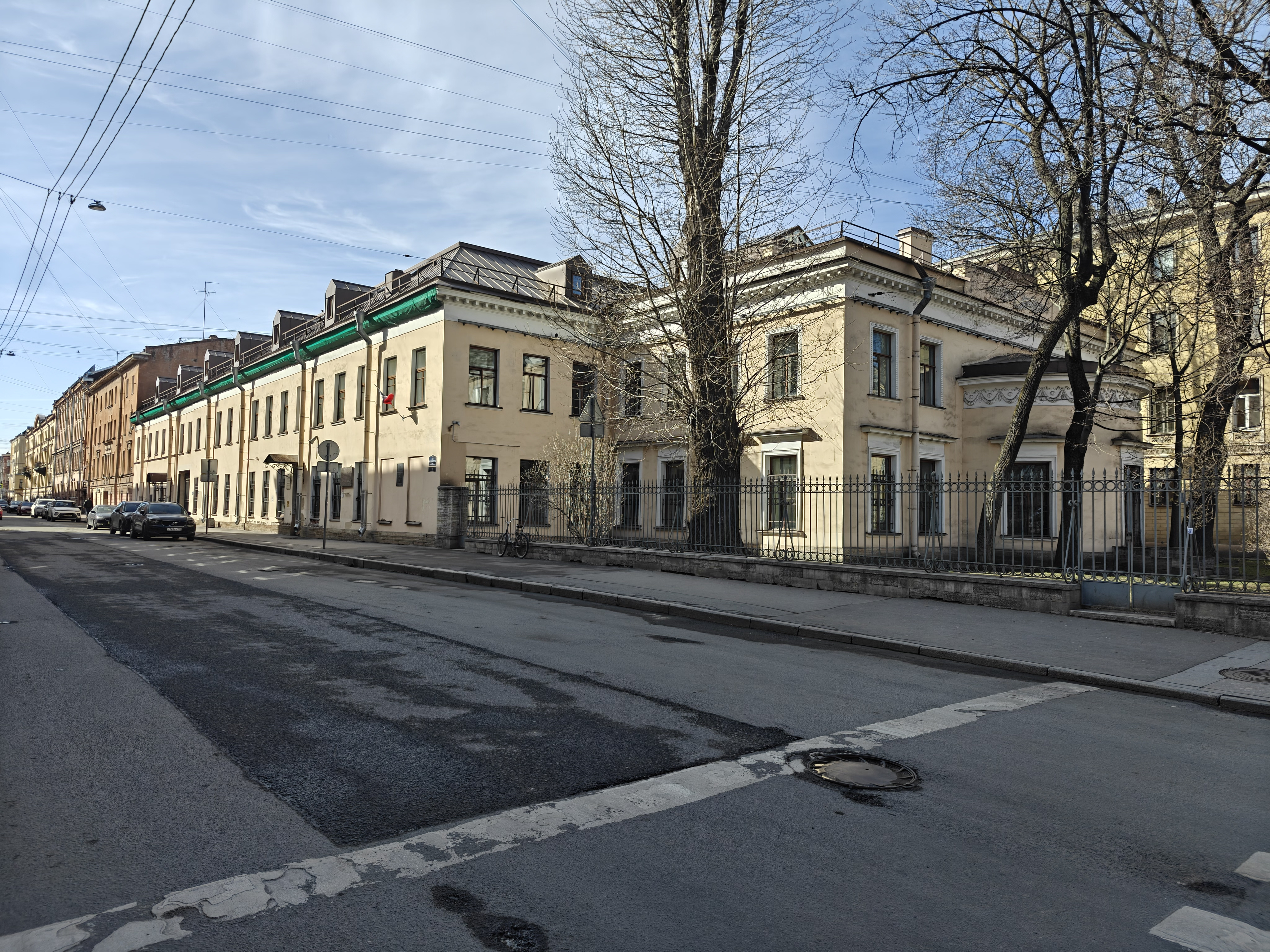

Дом Вольного экономического общества (дом Плеханова) — памятник архитектуры. Расположен в Санкт-Петербурге, современный адрес дома — Московский проспект, 33, 4-я Красноармейская улица, 1.
Состоит из построек разного периода с разной степенью художественной ценности. Центральная часть дома — небольшой двухэтажный особняк в стиле классицизма с фасадом, обращённым на проспект, который был построен неизвестным архитектором в 1806—1810 годы. В 1836 году архитектор С. Л. Шустов к центральной части пристроил боковые флигели, присоединил большой двусветный зал, повысил на два метра верхний этаж. В 1839—1840 годы домом владела Евдокия Петровна Галченкова.
В 1844 году Императорское Вольное экономическое общество продало дом на углу Невского и Адмиралтейского проспектов в связи с приспособлением его для Главного штаба и взамен купило участок у Галченковой за 57 142 рубля 87 5/7 серебряных копеек. Общество переехало в здание 15 июня 1844 года и находилось в нём до революции. За это время было проведено ещё две перестройки — надстройка второго этажа надворного флигеля в 1846 году, «с установкой 19 печей и газового освещения», и перестройка здания в 1902 году (архитектор В. Пясецкий) для размещения в нём почвенного музея и перемещения канцелярии и оспопрививательного учреждения.
Перед домом расположен небольшой палисадник. 30 мая 2003 года в нём был установлен переданный в дар городу бронзовый бюст квебекского поэта Эмиля Неллигана на тёмно-коричневом полированном граните (высота бюста — 57 см, высота постамента — 168 см), скульптор — Г. В. Потоцкий, архитекторы С. Я. Петченко, С. П. Одновалов.
В доме сохранилась отделка 1830-х годов, выполненная в стиле русского классицизма. В некоторых помещениях сохранилась роспись плафонов, наборные паркеты, лепные карнизы с модульонами. В 1905 году в Помпейском зале дома были арестованы члены Исполнительного комитета Совета рабочих депутатов.
С 1928 года на основе библиотеки и архива Г. В. Плеханова в здании был создан сектор Отдела рукописей Российской национальной библиотеки. В нём было 72 личных архивных фонда, включая архив самого Плеханова, В. И. Засулич, Л. Г. Дейча, Плехановой-Боград, фонд редакции журнала «Церковный вестник» и другие. На втором этаже была воссоздана обстановка кабинета Плеханова в Женеве. С 1951 года в доме находится учебный корпус Университета культуры и искусств.